# Puerto de Gdansk
El Puerto de Gdansk (en polaco: Port Gdańsk) es un puerto situado en la costa sur de la bahía de Gdańsk en la ciudad de Gdansk (Danzig), que se extiende a lo largo del estuario del Vístula o Martwa Wisła (Vístula Muerto), el canal del puerto y el canal Kashubia. Es uno de los mayores puertos marítimos en el Mar Báltico.
El puerto de Gdańsk se divide en dos partes, el puerto interior y el Puerto Exterior. 
El interior incluye la «logística de Carga del Puerto de Gdansk» un operador portuario universal de prestación de servicios de manipulación y almacenamiento de productos secos y carga general; un Terminal de Contenedores que presta servicios auxiliares y los terminales de Ferry.
El Puerto Norte está situado en las cuencas de la bahía de Gdańsk. Los grandes buques con una capacidad de hasta 300.000 toneladas métricas de peso muerto (DWT) que entran en el mar Báltico pueden ser atendidos aquí.